# La bisbetica domata (film 2022)
La bisbetica domata (in polacco Poskromienie złośnicy) è un film del 2022 diretto da Anna Wieczur-Bluszcz.
La pellicola è ispirata all'omonima commedia di Shakespeare ed ha avuto un sequel, La bisbetica domata 2.

## Trama
Quando una scienziata torna a casa con il cuore spezzato, il fratello ingaggia un affascinante uomo per cercare di convincerla a vendere la loro terra.

## Distribuzione
Il film è stato distribuito sulla piattaforma Netflix a partire dal 13 aprile 2022.